# Список умерших в 1407 году

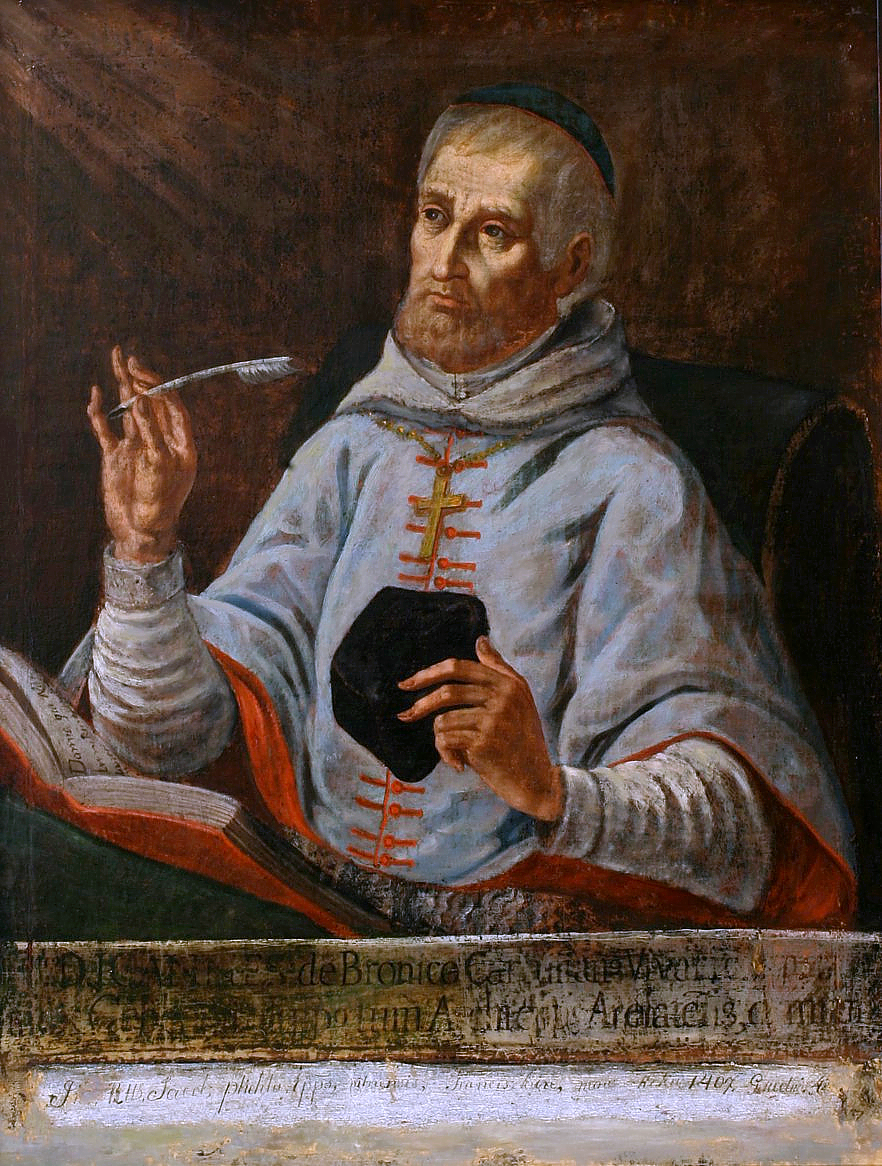
Якуб Плихта

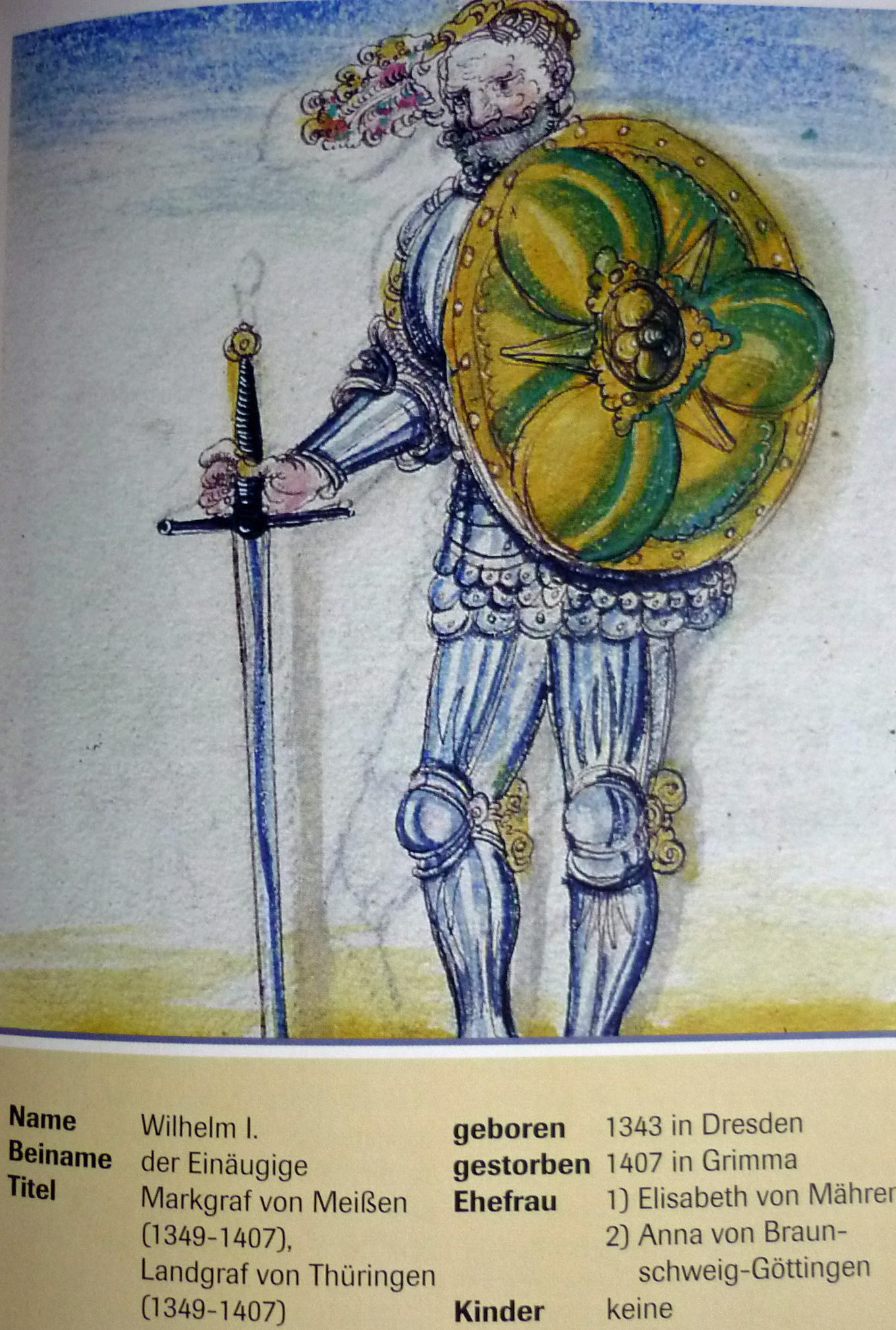
Вильгельм I Одноглазый

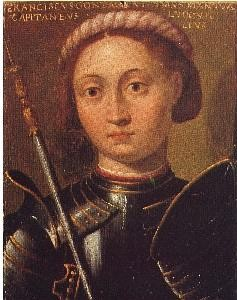
Франческо I Гонзага

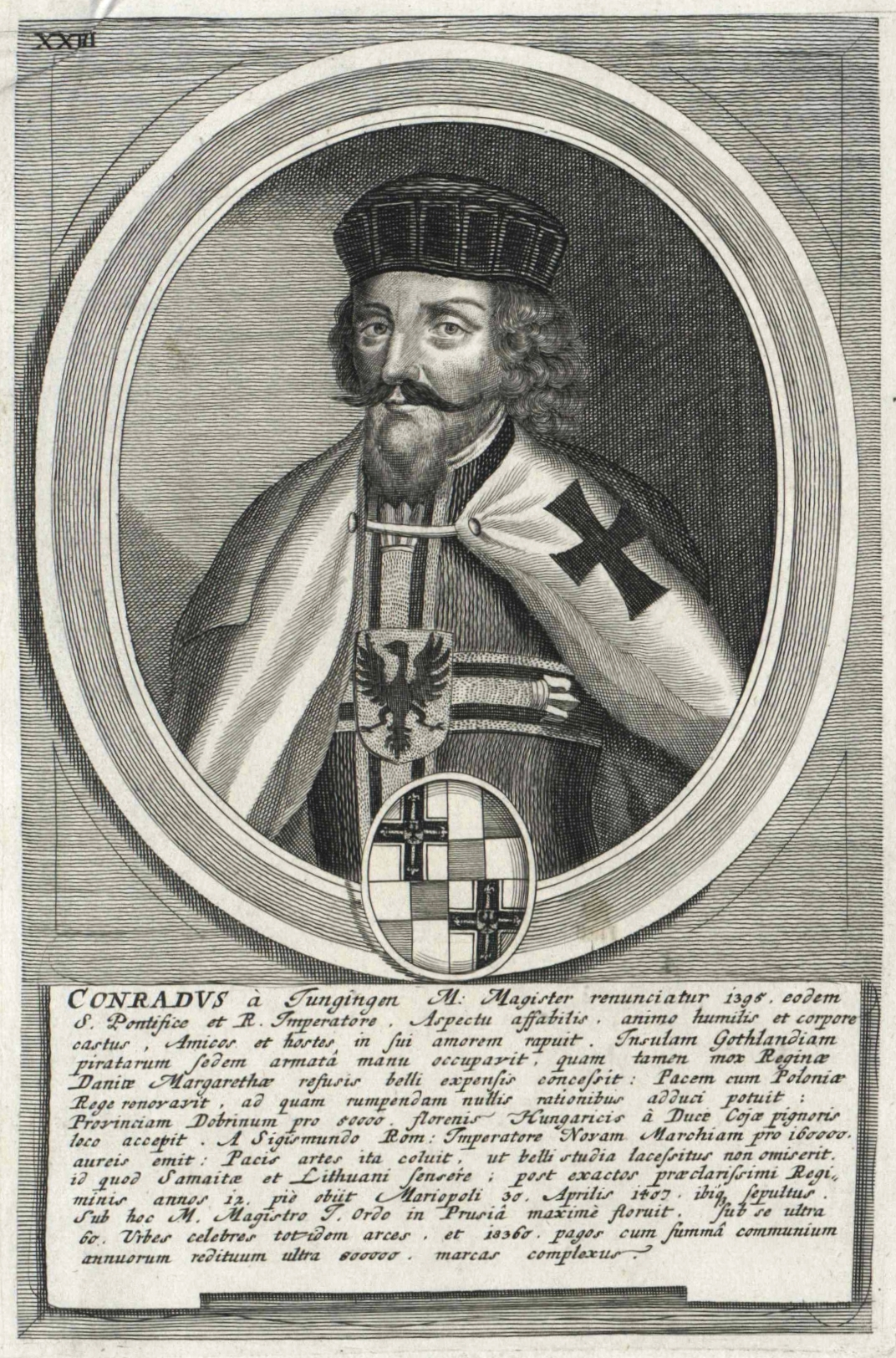
Конрад фон Юнгинген

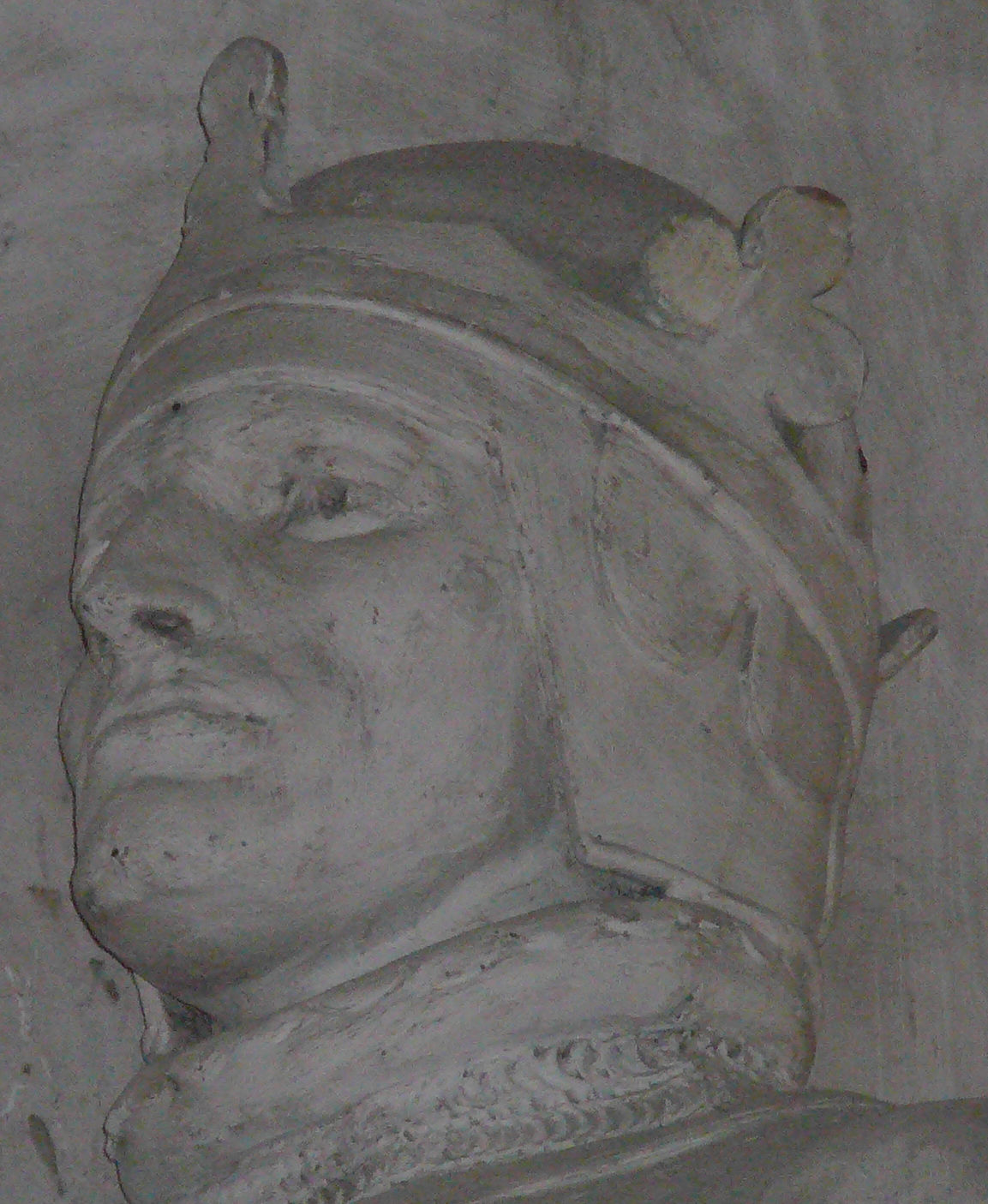
Оливье V де Клиссон

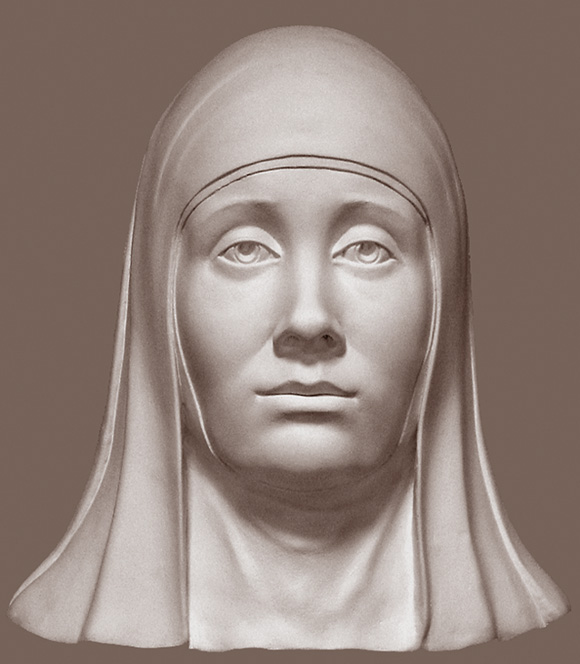
Евдокия Дмитриевна

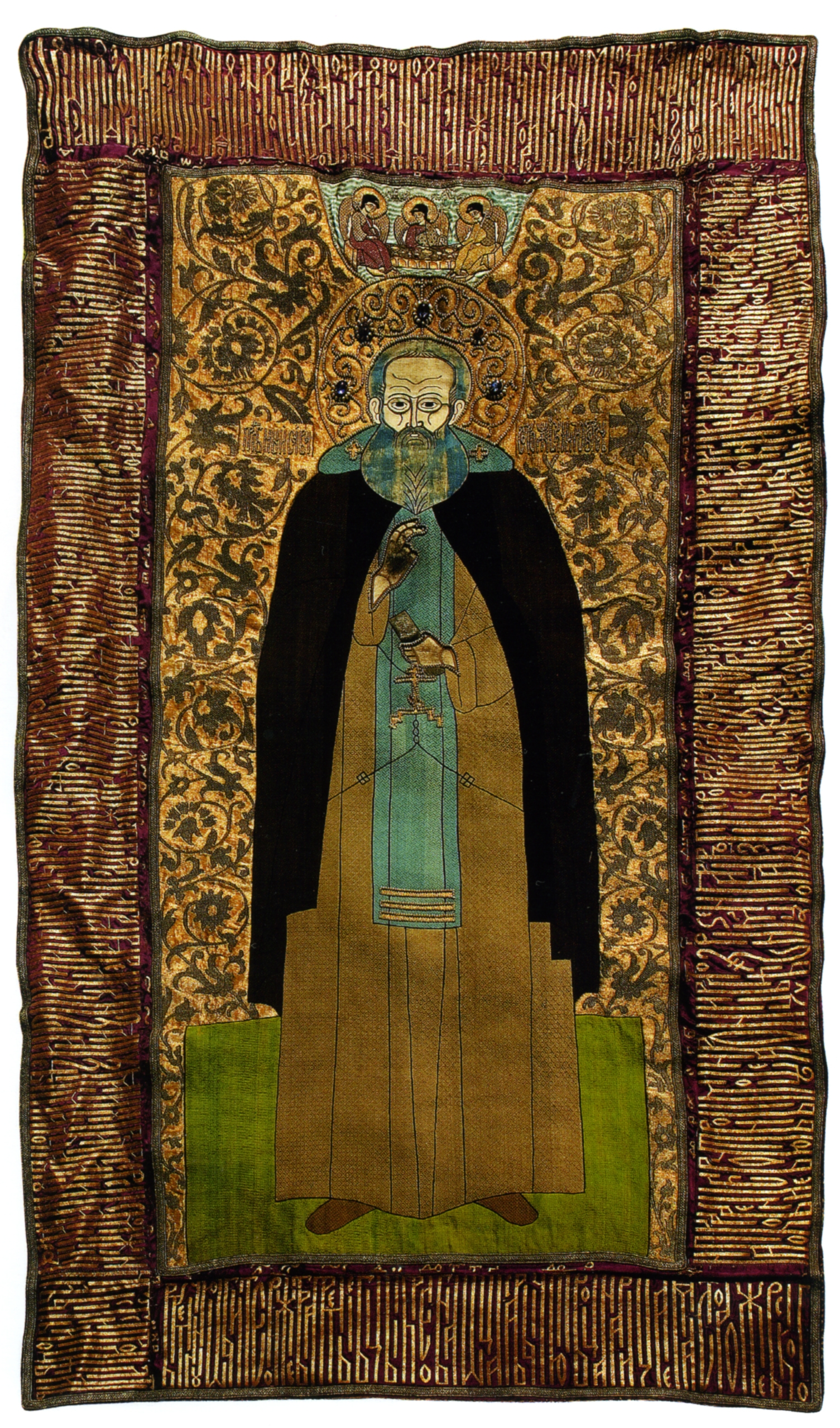
Савва Сторожевский

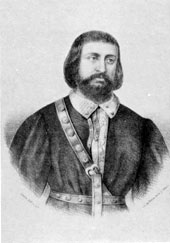
Педро Лопес де Айала

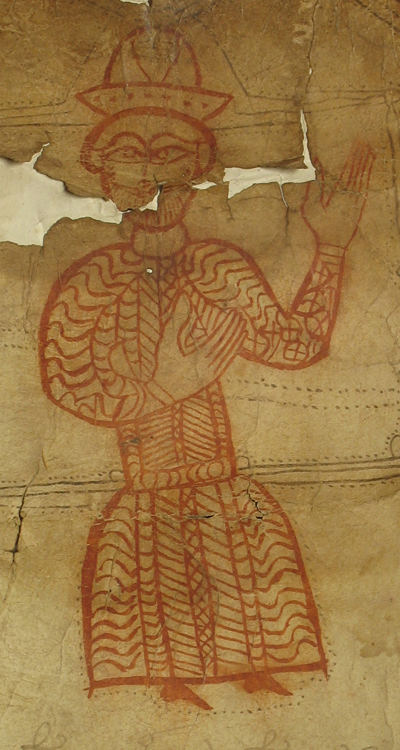
Георгий VII

В этой статье представлен список известных людей, умерших в 1407 году.
См. также: Категория:Умершие в 1407 году

## Январь
- 1 января — Джойс Ботетур — английская аристократка, 3-я баронесса Ботетур в своём праве (suo jure) (с 1386).

## Февраль
- 7 февраля — Якуб Плихта — епископ Виленский (1399—1407).
- 9 февраля — Вильгельм I Одноглазый (63) — маркграф Мейсена (1349—1407), ландграф Тюрингии (1349—1381).
- 22 февраля — Пир-Мухаммед — внук Тамерлана и его официальный наследник; убит в междоусобной борьбе.

## Март
- 8 марта — Франческо I Гонзага — 4-й народный капитан Мантуи из семейства Гонзага (с 1382).
- 14 марта — Томас де Невилл — 5-й барон Фёрниволл (с 1383), 1-й барон Невилл из Халламшира (с 1383), главный казначей Англии (1404—1407).
- 25 марта  — Евфросин — епископ Русской митрополии Константинопольского патриархата, архиепископ Суздальский, Калужский и Тарусский.
- 30 марта — Конрад фон Юнгинген — великий магистр Тевтонского ордена (1393—1407).

## Апрель
- 25 апреля — Оливье V де Клиссон (71) — французский военачальник времён Столетней войны, коннетабль Франции (1380—1392).

## Июнь
- 24 июня — Феодор I Палеолог — деспот Фессалоник (1376), деспот Мореи (1383—1407).
- Ренье II — соправитель-сеньор Монако (1352—1357).

## Июль
- 7 июля — Евдокия Дмитриевна — дочь великого князя Суздальского Дмитрия Константиновича, жена  великого князя Московского Дмитрия Ивановича Донского (1366—1389). Известна также как преподобная Евфросиния Московская (в монашестве).

## Август
- 15 августа — Роберт Ноллис — английский солдат и военачальник времён Столетней Войны, имевший славу великого воина, но также грабителя и опустошителя.

## Сентябрь
- 6 сентября — Сэр Уильям Бэгот — английский рыцарь, землевладелец из Уорикшира, член парламента, советник короля Ричарда II; один из персонажей исторической хроники Уильяма Шекспира «Ричард II».
- 9 сентября — Томас Фоконберг (62) — английский аристократ, 5-й барон Фоконберг (с 1362), участник Столетней войны на стороне Англии и Франции.
- 14 сентября — Юрий Святославич — последний великий князь Смоленский (1386—1392, 1401—1404).
- Хуана Арагонская (31) — дочь короля Арагона Хуана I, графиня-консорт Фуа, виконтесса-консорт Беарна, Марсана, Габардана, Кастельбона, Сердани, Лотрека (1392—1398), жена графа Матье де Фуа.

## Ноябрь
- 14 ноября — Родослав Ольгович — сын великого князя рязанского Олега Ивановича.
- 23 ноября — Людовик Орлеанский (35) — герцог Орлеанский и герцог Валуа (с 1392), граф Ангулемский (с 1394), граф Перигорский (с 1400), герцог Туреньский (1386—1392); убит по заказу своего врага Жана Бесстрашного (сына Филиппа Смелого).

## Декабрь
- 3 декабря — Савва Сторожевский — преподобный Русской церкви, основатель и первый игумен Богородице-Рождественского (Саввино-Сторожевского) монастыря в Звенигороде; Звенигородский чудотворец.
- 14 декабря — Беатриса Наваррская (21) — наваррская инфанта, по браку — графиня-консорт де Ла Марш и де Кастр, дочь короля Наварры Карла III.

## Дата неизвестна или требует уточнения
- Педро Лопес де Айла — кастильский военный и культурный деятель, поэт и придворный хронист. Считается первым кастильским гуманистом.
- Андроник V Палеолог, Император-соправитель Византии (1403—1407) со своим отцом Иоанном VII Палеологом, который в свою очередь также являлся номинальным соправителем Мануила II.
- Филиппо Виллани — итальянский хронист и писатель.
- Георгий VII — царь Грузии (1393—1407); погиб в бою с тюркскими кочевыми племенами Кара-Коюнлу.
- Эсташ Дешан — французский поэт и стиховед. Возможно умер в 1406 году.
- Дмитрий Еремеевич — князь Дорогобужский (с 1372).
- Мариано V Аборейский — судья Арбореи (с 1387); скончался от чумы.
- Умар-мирза — царевич из рода Тимуридов, сын Миран-шаха и внук Тамерлана; умер от ран, полученных в междоусобной борьбе.
- Фёдор Андреевич Кошка — московский боярин и дипломат, младший (пятый) сын боярина Андрея Кобылы, родоначальник Кошкиных, прямой предок Романовых.
- Хо Куи Ли — монарх государства Дайнгу (бывшего Дайвьета) (с 1378), основатель династии Хо; погиб в войне с Китаем.
- Шадибек-хан — хан Золотой Орды (1399—1407).